# 9342 Carygrant
9342 Carygrant è un asteroide della fascia principale. Scoperto nel 1991, presenta un'orbita caratterizzata da un semiasse maggiore pari a 2,2872355 UA e da un'eccentricità di 0,1732698, inclinata di 5,49078° rispetto all'eclittica.